# 鞭葉網蘚
鞭葉網蘚（学名：Syrrhopodon loreus）为花葉蘚科網蘚屬下的一个种。